# Минирующая ивовая златка
Минирующая ивовая златка (лат. Trachys minutus) — вид жуков-златок подсемейства Agrilinae.

## Описание
Длина тела взрослых насекомых (имаго) 3—3,5 мм. Тело бронзово-чёрное или синеватое. Надкрылья часто с фиолетовым отблеском. Личинки являются минёрами листьев деревьев, кустарников и вьюнка. Может давать вспышки численности.

## Распространение
Вид распространён во всей Европе, на Урале, Сибири, Ближнем Востоке, Средней Азии, Китае, Корее и Японии. Завезён в Северную Америку.